# 시부사와 세이이치로

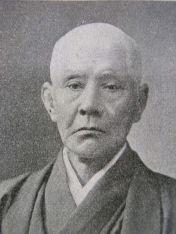
시부사와 세이이치로

시부사와 세이이치로(渋沢 成一郎, 1838년 7월 30일~1912년 8월 30일)는 에도 시대의 무사, 메이지 시대의 기업인이다. 시부사와 에이이치와는 사촌이다. 장남은 사쿠타로(作太郎).

## 출신
1838년, 무사시국 지아라이지마 촌(현재 사이타마현 후카야시)의 농민, 시부사와 분자에몬의 장남으로 태어났다. 청년이 된 세이치로는 존황양이의 뜻을 가진 친척인 시부사와 에이치로와 같이 다카자키 성 탈취 계획을 세우지만 좌절되었다. 일단은 에도에 도망가, 1864년 히토쓰바시가 당주 요시노부를 섬긴다. 처음에는 4석에, 한사람 식량분이었지만, 히토쓰바시가 농병의 징집으로 인해 각지의 농촌과의 교섭역을 지내면서 그 공적을 인정받아, 1866년에 육군부조역으로 승격되어 백섬의 군량미가 주어졌다. 그리고 1867년에는 히토쓰바시가 당주였던 요시노부가 장군이 되면서 오쿠유히쓰(奥右筆)에 임해져 상경하게 된다.

## 보신전쟁
1868년, 보신 전쟁이 일어나면서, 도바·후시미 전투에 참전. 에도귀경 후, 장군의 경호를 주장하여, 자신과 의사를 같이하는 막부의 신하들을 모아 창의대(彰義隊)를 결성하여 수장에 취임한다.
3월, 유키번 아오야마 하야타(青山隼太)일당에게 의뢰받아, 유키번의 내분중재를 위해, 오다 슈젠을 대장으로 한 조직을 결성하여 유키로 파견했다. (이에, 유키 전쟁으로 발전한다.)
4월, 도쿠가와 요시노부가 근신장소를 에도에서 미토로 이동, 창의대 안에서 내부대립이 일어나, 부대장인 아마노 하치로와 대립하여, 창의대를 탈퇴한다.
탈퇴 후, 탈퇴자 유지에 한해 진무대(振武隊)를 편성하여, 무사시 국 이루마군 한노(현재의 사이타마 현 한노시)의 노닌사(能仁寺)를 본거지로 하여 군관에 저항하지만, 패전하였고, 더욱더 철야 저항전의 중심을 가로질러, 도호쿠 각지에 전전한다. 최후에는 에노모토 다케아키의 구막부군의 탈주군과 같이 하코다테까지 대동하여, 소 창의대 수장으로 취임했다. 1869년 5월 18일, 하코다테 정부의 항복에 의해 투항했다.

## 메이지 이후
메이지 시대에는, 기사쿠(喜作)로 개명하여, 에이치로의 소개로 일본 대장성에 들어간다. 경제에서의 재능의 기대를 받아, 그 뒤 실업가로써의 수완을 발휘하여, 후에 생계무역형, 쌀 도매상 등을 경영하는 등, 메이지 시대의 실업가로써 큰 성공을 거두었다.
1912년 75세의 나이로 사망했다.